# Tartaros
Tartaros (altgriechisch Τάρταρος Tártaros, lateinisch Tartarus) ist in der griechischen Mythologie ein personifizierter Teil der Unterwelt, der in der tiefsten Region des Hades liegt.

## Abstammung und Nachkommen
Nach Hesiod entstand Tartaros als einer der ersten Götter. Seine Geschwister sind Gaia, Eros, Erebos und Nyx; nach Hyginus zeugte ihn Gaia mit Aither.
Nachkommen des Tartaros mit Gaia sind nach Hesiod Typhon, nach der Bibliotheke des Apollodor Typhon und Echidna und nach Hyginus Typhon und die Giganten. Nach Bakchylides war er mit der Nemesis der Vater der Telchinen.

## Bedeutung
Tartaros ist der Strafort der Unterwelt. Er ist angeblich so tief, dass ein Amboss, der von der Erde zum Tartaros hinabfiel, neun Tage brauchte, um ihn zu erreichen; genauso lange, wie der Amboss benötigte, um vom Himmel bis zur Erde zu gelangen. Zu ewigen Qualen im Tartaros verurteilt waren die Titanen, Arke, Tityos, Ixion, Oknos, Phlegyas, Salmoneus, die Danaiden, die Aloiden, Sisyphos und Tantalos, der Sohn des Zeus.
Laut der platonischen Seelenlehre gelangen die Verstorbenen, nach der Überquerung des Totenflusses, vor die Richter Minos, Rhadamanthys und Aiakos, welche die Seelen der Toten betrachten würden. Sollte dabei eine ungerechte oder meineidige Seele erkannt werden, gelange diese in den Tartaros. Jene, die heilbare Verbrechen begangen hätten, würden dort gereinigt, während Unheilbare ewig verdammt seien und so ein warnendes Beispiel für die Lebenden darstellten.
In Gorgias lässt Platon Sokrates dem Sophisten Kallikles, welcher das Recht des Stärkeren vertritt, entgegenhalten, dass Unrechttun schlechter sei als Unrechtleiden und die meisten unheilbaren Insassen des Tartaros Tyrannen seien, deren Macht ihnen die Möglichkeit gegeben habe, derartig große Verbrechen zu begehen. Als mögliches Beispiel erwähnt er Archelaos I., während Thersites, wegen seiner Erfolglosigkeit, jedoch nicht zu den Unheilbaren gehöre. Laut Platons Phaidon handle es sich bei den Unheilbaren um große Tempelräuber und Mörder, während „Söhne, die sich im Zorne am Vater oder an der Mutter vergriffen, diese Tat aber ihr ganzes Leben lang bereut haben“ und Totschläger nach einem Jahr wieder aus dem Tartaros hervorkämen, um ihre Opfer um Vergebung bitten zu können. Sollte ihnen vergeben werden, würden sie daraus befreit und andernfalls wieder zurückkehren und solang darin verweilen, bis ihnen doch verziehen werde. In „Der Staat“ schreibt Platon, dass die Ungerechten Wettläufern gleichen, die zwar anfangs voraus sind, „aber am Ende […] verspottet“ werden. Dabei erwähnt er den Mythos des Er, eines in einer Schlacht Gefallenen, der vor seiner Einäscherung von den Toten wieder erwacht sei und das Jenseits gesehen habe. Demnach entspreche die Länge des Strafmaßes, welches ein Erwachsener, der „viele Todesfälle verschuldet hat, […] Staaten oder Heere verraten und in die Sklaverei verkauft hat oder an anderen Schandtaten beteiligt gewesen“ sei, für jedes einzelne Verbrechen im Tartaros zu erleiden habe, dem zehnfachen von hundert irdischen Jahren (während jede gute Tat zehnfach belohnt würde).
Nach dem Tartaros hatte man in Europa tatarische Völker manchmal auch als „Tartaren“ bezeichnet, da man annahm, diese kämen direkt aus der Hölle. Auch die Mongolen unter Dschingis Khan und seinen Nachfolgern wurden später so bezeichnet.

## Bibel
In der Bibel wird der Begriff Tartarus ebenfalls verwendet. Im griechischen Urtext ist er ein einziges Mal, im zweiten Petrusbrief (2 Petr 2,4 ) belegt. Die Bibelstelle bezieht sich auf den Ort, in den die abgefallenen Engel, die Dämonen, von JHWH verbannt wurden und dort bis zum Gericht eingeschlossen sind. Gleichzeitig scheint Tartarus ein Synonym für Abgrund zu sein. Im Lukasevangelium (Lk 8,31 ) bittet ein Dämon namens Legion Jesus Christus, ihn nicht in den „Abgrund“ zu schicken. Ebenso soll nach der Offenbarung des Johannes der Drache (oder Satan) für eintausend Jahre im „Abgrund“ gefesselt werden, bevor er für kurze Zeit freigelassen und dann vernichtet wird (Offb 20,3 ).
Die Septuaginta verwendet den Begriff im Buch Hiob – Hi 40,20  und Hi 41,31  – in Bezug auf Behemoth, ein Ungeheuer der jüdisch-christlichen Mythologie.
Nach dem apokryphen Buch Henoch gelangen die Engel in den Tartaros, die sich nach Genesis (Gen 6 ) mit Frauen vereinigt haben. Dort sind sie gefangen und warten auf ihr Gericht. Die Kinder aus der Zeugung von Engeln mit Menschenfrauen heißen Nephilim.